# Phí lên kệ
Một khoản phí lên kệ, chiết khấu lên kệ, trả tiền để ở lại hoặc chi tiêu thương mại cố định  là một khoản phí được tính bởi các nhà phân phối siêu thị (nhà bán lẻ) để đặt sản phẩm của họ lên kệ.  Lệ phí khác nhau tùy thuộc vào sản phẩm, nhà sản xuất và điều kiện thị trường.  Đối với một sản phẩm mới, phí phân phối ban đầu có thể xấp xỉ 25.000 đô la cho mỗi mặt hàng trong cụm cửa hàng khu vực, nhưng có thể lên tới 250.000 đô la tại các thị trường có nhu cầu cao.
Ngoàiphí lên kệ, các nhà bán lẻ cũng có thể tính phí quảng cáo, quảng cáo và phí lưu kho.  Theo một nghiên cứu của FTC, thực tế là "phổ biến" trong ngành siêu thị.    Nhiều cửa hàng tạp hóa kiếm được nhiều lợi nhuận hơn từ việc đồng ý mang sản phẩm của nhà sản xuất so với việc họ thực sự bán sản phẩm cho người tiêu dùng bán lẻ.  Theo các nhà bán lẻ, phí phục vụ phân bổ hiệu quả không gian kệ bán lẻ khan hiếm, giúp cân bằng rủi ro thất bại sản phẩm mới giữa nhà sản xuất và nhà bán lẻ, giúp nhà sản xuất báo hiệu thông tin cá nhân về thành công tiềm năng của sản phẩm mới và phục vụ mở rộng phân phối bán lẻ cho nhà sản xuất bằng cách giảm thiểu bán lẻ cuộc thi.    Các nhà cung cấp tính phí rằng phí lên kệ là một động thái của ngành tạp hóa để thu lợi nhuận bằng chi phí của nhà cung cấp.
Một số công ty cho rằng phí lên kệ là phi đạo đức vì chúng tạo ra rào cản gia nhập cho các doanh nghiệp nhỏ không có dòng tiền để cạnh tranh với các công ty lớn.  Trong một số trường hợp, việc sử dụng phí lên kệ có thể dẫn đến lạm dụng bởi các nhà bán lẻ, chẳng hạn như trong trường hợp một công ty bánh được yêu cầu một khoản phí sáu con số để mang các mặt hàng của mình trong một thời gian cụ thể mà không đảm bảo sẽ mang sản phẩm của mình trong tương lai kinh nguyệt.
Thực tế tương tự cũng phổ biến ở các chuỗi cửa hàng sách lớn ở Mỹ, từ giữa những năm 1990.
Ở một số quốc gia, ví dụ ở Ba Lan, lệ phí lên kệ là bất hợp pháp.